# Districte de Castres
El Districte de Castres és un dels dos districtes del departament francès del Tarn, a la regió d'Occitània. Té 23 cantons i 153 municipis i el cap és la sotsprefectra de Castres.

## Cantons
- cantó d'Angles
- cantó de Braçac
- cantó de Castres-Est
- cantó de Castres-Nord
- cantó de Castres-Oest
- cantó de Castres-Sud
- cantó de Cuc Tolzan
- cantó de Dornha
- cantó de Graulhet
- cantó de La Bruguièira
- cantó de La Cauna
- cantó de Lautrèc
- cantó de La Vaur
- cantó de Masamet-Nord-Est
- cantó de Masamet-Sud-Oest
- cantó de La Bessoniá
- cantó de Murat
- cantó de Puèglaurenç
- cantó de Ròcacorba
- cantó de Sant Amanç de Solt
- cantó de Sant Pau del Cabdal Jòus
- cantó de Vabre
- cantó de Vièlhmur d'Agot